# Émilie Fournel
Émilie Fournel (Montréal, 26 ottobre 1986) è una canoista canadese in attività dalla fine degli anni 2000.

## Biografia
Ha vinto la medaglia di bronzo nel K-1 4 x 200 m ai campionati mondiali di canoa/kayak 2009 svolti a Dartmouth, in Canada.
Fournel ha partecipato anche al K-4 500 m delle olimpiadi del 2008 a Pechino, ma fu eliminata in semifinale.
Il padre Jean rappresentò il Canada alla canoa sprint nelle olimpiadi del 1976 a Montréal. Anche il fratello Hugues Fournel parteciperà con lei alle olimpiadi di Londra 2012 nel K-2 1000 m uomini, in coppia con Ryan Cochrane.